# 陰時夫
陰時夫（？—？），名幼遇，亦作時遇，字時夫，宋末元初江西奉新人。与其父合著有《韵府群玉》。

## 生平
七歲登宋寶祐九經童科。宋滅後，入元不仕。居聚德樓三十年，在父親陰應夢（1224—1314）的指導下編撰《韻府群玉》，為類書以韻隸事之始。其兄幼達，為之作注。陰時夫定“平水韻”，原韻有107個韻，後併了一個韻，成為106個韻，自元以來皆因襲之。凌稚隆仿《韻府群玉》作《五車韻瑞》一書，清康熙年間張廷玉等人奉旨修撰了《佩文韻府》，大量參考《韻府群玉》及《五車韻瑞》。